# 34106 Sakhrani
34106 Sakhrani è un asteroide della fascia principale. Scoperto nel 2000, presenta un'orbita caratterizzata da un semiasse maggiore pari a 2,3255130 au e da un'eccentricità di 0,1974936, inclinata di 3,83106° rispetto all'eclittica.